# Walter Davoine
Walter Davoine (ur. 27 marca 1935) – piłkarz urugwajski, prawy obrońca, pomocnik.
Urodzony w Montevideo Davoine jako piłkarz klubu Rampla Juniors wziął udział w turnieju Copa América 1959, gdzie Urugwaj zajął przedostatnie, szóste miejsce. Davoine zagrał w czterech meczach – z Peru (tylko w drugiej połowie – w przerwie zastąpił Roque Fernándeza), Paragwajem, Brazylią (w 32 minucie wyrzucony został z boiska przez chilijskiego sędziego Carlosa Roblesa) i Chile.
Następnie wziął udział w ekwadorskim turnieju Copa América 1959, gdzie Urugwaj zdobył tytuł mistrza Ameryki Południowej. Davoine zagrał tylko ostatnie pół godziny meczu z Paragwajem, gdzie w 60 minucie zmienił Méndeza.
W 1960 roku Davoine przeniósł się do Argentyny, by grać w klubie Boca Juniors. W Boca Juniors zadebiutował 3 kwietnia w wygranym 2:1 meczu z Estudiantes La Plata. Ostatni raz w barwach Boca Juniors wystąpił 27 listopada podczas przegranego 1:2 meczu z San Lorenzo de Almagro. W sumie rozegrał w Boca Juniors 15 meczów (1350 minut). Następnie przeszedł do klubu Gimnasia y Esgrima La Plata, gdzie grał przez kilka lat i zakończył karierę. Łącznie w lidze argentyńskiej rozegrał 143 mecze i zdobył 1 bramkę. Jedyną bramkę w argentyńskiej lidze Davoine zdobył 11 października 1964 roku dla Gimnasia y Esgrima w przegranym 1:2 meczu z Argentinos Juniors Buenos Aires.
Davoine w reprezentacji Urugwaju od 14 marca do 22 grudnia 1959 roku rozegrał 6 meczów.